# Derkje Hazewinkel-Suringabrug
De Derkje Hazewinkel-Suringabrug (brug 2522) is een voetbrug in Amsterdam-Centrum.
Ze is gelegen over de Nieuwe Achtergracht op het terrein van de Roeterscampus van de Universiteit van Amsterdam, vernoemd naar het Roeterseiland. Die universiteit verbond met plaatsing van deze brug twee delen van de Roeterscampus die doorsneden werd door de Nieuwe Achtergracht. Om studenten en professoren in de gelegenheid te stellen sneller van het ene naar het andere eiland te kunnen komen, werd deze voetbrug aangelegd. Voor het studieseizoen 2017/2018 moest gebruik gemaakt worden van de Halverstadbrug.
Het ontwerp van de brug is afkomstig van de Londense architectengroep AHMM (Allford Hall Monaghan & Morris). Zij ontwierpen ook het nieuwe gebouw van de Rechtenfaculteit op het terrein. Zij kwamen met een brug van 60.000 kilo staal, die als een welfbrug over het water ligt, zonder dat de landhoofden opgemetseld zijn. De brug is 26,5 meter lang en heeft een breedte die van noord naar zuid oploopt van 6,5 (noord) tot 17 meter (zuid). Tegelijkertijd werden ook de kades vernieuwd naar de inzichten van de gemeente Amsterdam; rode klinkers afgebakend met natuurstenen sluitstenen. De universiteit gaf het de aanduiding “slanke brug” mee, maar het had behoorlijk wat voeten in aarde op de brug op haar plek te krijgen. De plek van de brug ligt midden op de campus, waar het moeilijk manoeuvreren is met welk voer- of vaartuig ook. Daarom werd de brug eerst in de staalfabriek in Schijndel geheel in elkaar gezet om vervolgens weer gedemonteerd te worden. Daarna werden tijdens de nachtelijke uren de onderdelen per vrachtauto naar Amsterdam, het vervoer kon alleen plaatsvinden op lange opleggers, waardoor de transporteur allerlei vergunningen nodig had. Eenmaal ter plaatse vond afwerking van de brug binnen in een maand plaats. Oplevering geschiedde vlak voor het nieuwe studiejaar.
Overigens was er hier al eerder een mogelijkheid van gebouw tot gebouw te komen, ook over de gracht. Het gebouwencomplex zelf heeft namelijk ook een brugconstructie over het water. Enkele jaren lang dreef er bovendien in de gracht een ponton waarop een fietsenstalling was geplaatst; die fietsenstalling verdween bij herinrichting van de terreinen in een kelder, zodat er na oplevering van de brug weer een doorvaart mogelijk was.
In maart 2019 vernoemde de gemeente Amsterdam de brug naar Derkje Hazewinkel-Suringa. Ze werd in 1932 hoogleraar strafrecht aan de UvA en ze was de eerste vrouwelijke jurist die hoogleraar werd. In 1939 werd ze ook de eerste vrouwelijke decaan van de rechtenfaculteit van de UvA.

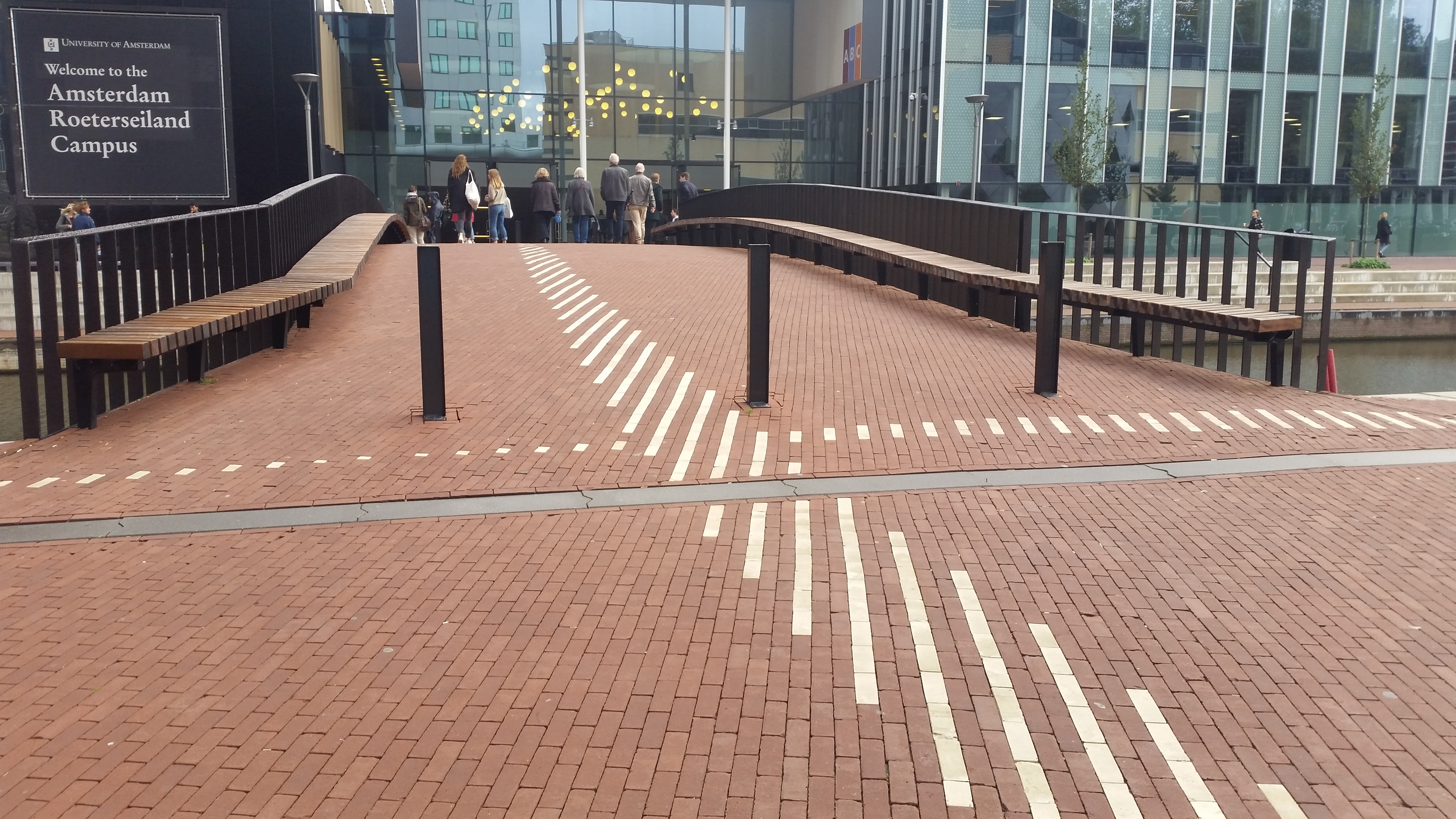
Voetbrug (oktober 2018)

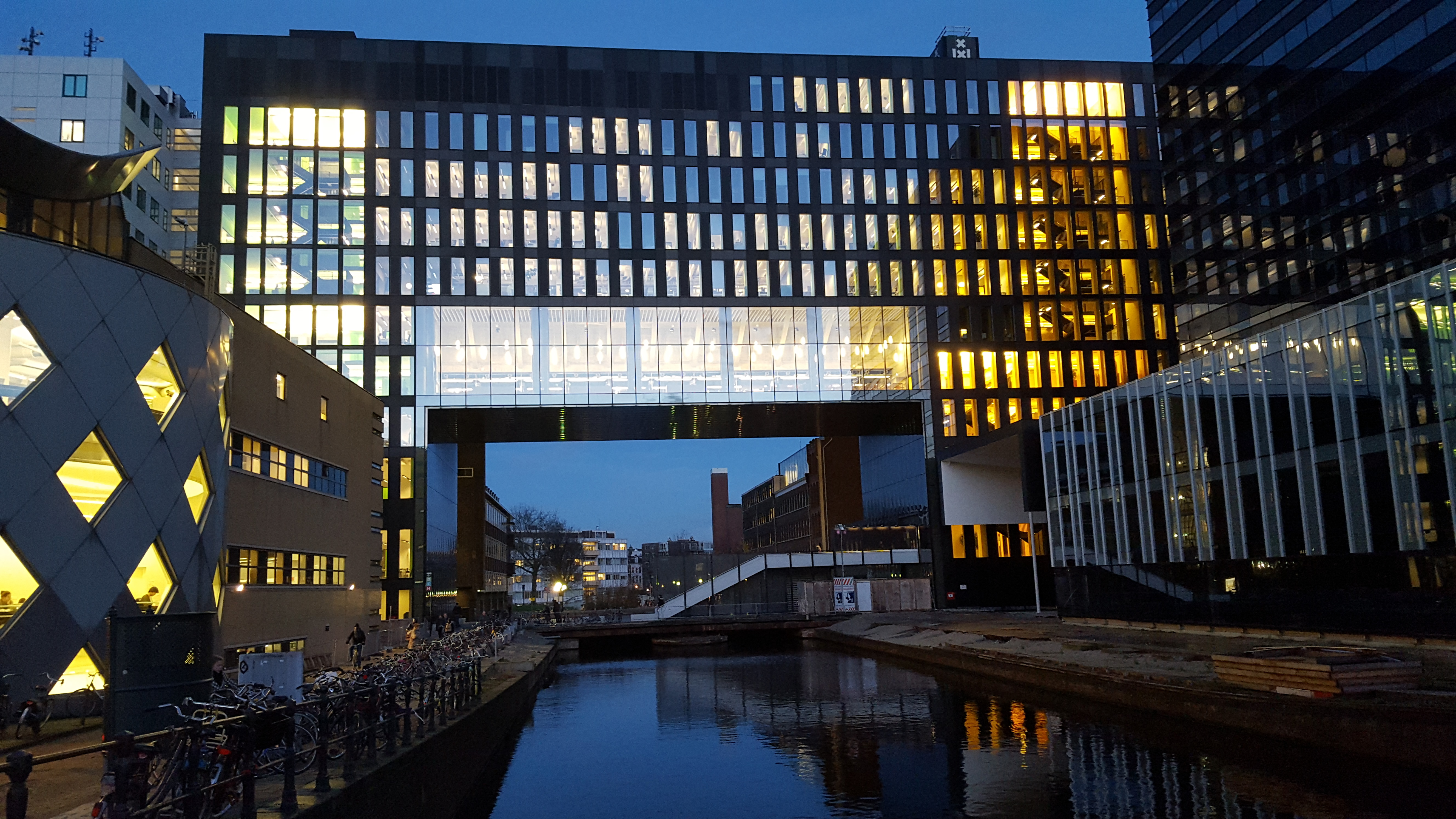
De hogere brug (november 2015)